# Philonotis minutifolia
Philonotis minutifolia är en bladmossart som beskrevs av Edwin Bunting Bartram 1954. Philonotis minutifolia ingår i släktet källmossor, och familjen Bartramiaceae. Inga underarter finns listade i Catalogue of Life.